# ديبورتيفو بيريرا
ديبورتيفو بيريرا هو نادي كرة قدم كولومبي أٌسس عام 1944. يلعب النادي في Categoría Primera B ‏.